# Landkreis Günzburg

Gemeenten en waterwegen in Landkreis Günzburg

Landkreis Günzburg is een Landkreis in de Duitse deelstaat Beieren. De Landkreis telt 127.342 inwoners (31 december 2020) op een oppervlakte van 762,52 km². Kreisstadt is de gelijknamige stad.

## Indeling
Landkreis Günzburg is samengesteld uit 34 gemeenten. Zes van deze hebben de status stad, terwijl zeven andere gemeenten zich Markt mogen noemen. Twee kleine natuurgebieden zijn niet gemeentelijk ingedeeld.
Steden
1. Burgau
2. Günzburg
3. Ichenhausen
4. Krumbach
5. Leipheim
6. Thannhausen

Märkte
1. Burtenbach
2. Jettingen-Scheppach
3. Münsterhausen
4. Neuburg an der Kammel
5. Offingen
6. Waldstetten
7. Ziemetshausen

Overige gemeenten
1. Aichen
2. Aletshausen
3. Balzhausen
4. Bibertal
5. Breitenthal
6. Bubesheim
7. Deisenhausen
8. Dürrlauingen
9. Ebershausen
10. Ellzee
11. Gundremmingen
12. Haldenwang
13. Kammeltal
14. Kötz
15. Landensberg
16. Rettenbach
17. Röfingen
18. Ursberg
19. Waltenhausen
20. Wiesenbach
21. Winterbach

Niet gemeentelijk ingedeeld
1. Ebershauser-Nattenhauser Wald
(2,10 km²)
2. Winzerwald (1,16 km²)

Aichach-Friedberg · Altötting · Amberg · Amberg-Sulzbach · Ansbach (stad) · Landkreis Ansbach · Aschaffenburg (stad) · Landkreis Aschaffenburg · Augsburg (stad) · Landkreis Augsburg · Bad Kissingen · Bad Tölz-Wolfratshausen · Bamberg (stad) · Landkreis Bamberg · Bayreuth (stad) · Landkreis Bayreuth · Berchtesgadener Land · Cham · Coburg (stad) · Landkreis Coburg · Dachau · Deggendorf · Dillingen an der Donau · Dingolfing Landau · Donau-Ries · Ebersberg · Eichstätt · Erding · Erlangen · Erlangen-Höchstadt · Forchheim · Freising · Feyung-Grafenau · Fürstenfeldbruck · Fürth (stad) · Landkreis Fürth · Garmisch-Partenkirchen · Günzburg · Haßberge · Hof (stad) · Landkreis Hof · Ingolstadt · Kaufbeuren · Kelheim · Kempten im Allgäu · Kitzingen · Kronach · Kulmbach · Landsberg am Lech · Landshut (stad) · Landkreis Landshut · Lichtenfels · Lindau · Main-Spessart · Memmingen · Miesbach · Miltenberg · Mühldorf am Inn · München · Landkreis München · Neuburg-Schrobenhausen · Neumarkt in der Oberpfalz · Neurenberg · Neustadt an der Aisch-Bad Windsheim · Neustadt an der Waldnaab · Neu-Ulm · Nürnberger Land · Oberallgäu · Ostallgäu · Passau (stad) · Landkreis Passau · Pfaffenhofen an der Ilm · Regen · Regensburg (stad) · Landkreis Regensburg · Rhön-Grabfeld · Rosenheim (stad) · Landkreis Rosenheim · Roth · Rottal-Inn · Schwabach · Schwandorf · Schweinfurt (stad) · Landkreis Schweinfurt · Starnberg · Straubing · Straubing-Bogen · Tirschenreuth · Traunstein · Unterallgäu · Weiden in der Oberpfalz · Weilheim-Schongau · Weißenburg-Gunzenhausen · Wunsiedel im Fichtelgebirge · Würzburg (stad) · Landkreis Würzburg
Aichen ·
Aletshausen ·
Balzhausen ·
Bibertal ·
Breitenthal ·
Bubesheim ·
Burgau ·
Burtenbach ·
Deisenhausen ·
Dürrlauingen ·
Ebershausen ·
Ellzee ·
Gundremmingen ·
Günzburg ·
Haldenwang ·
Ichenhausen ·
Jettingen-Scheppach ·
Kammeltal ·
Kötz ·
Krumbach ·
Landensberg ·
Leipheim ·
Münsterhausen ·
Neuburg a.d.Kammel ·
Offingen ·
Rettenbach ·
Röfingen ·
Thannhausen ·
Ursberg ·
Waldstetten ·
Waltenhausen ·
Wiesenbach ·
Winterbach ·
Ziemetshausen